# مريبيل مبيض
مريبيل مبيض (الاسم العلمي: Meripilus candidus) هو نوع من الفطريات يتبع جنس المريبيل من الفصيلة المريبيلية.